# Bob Weir

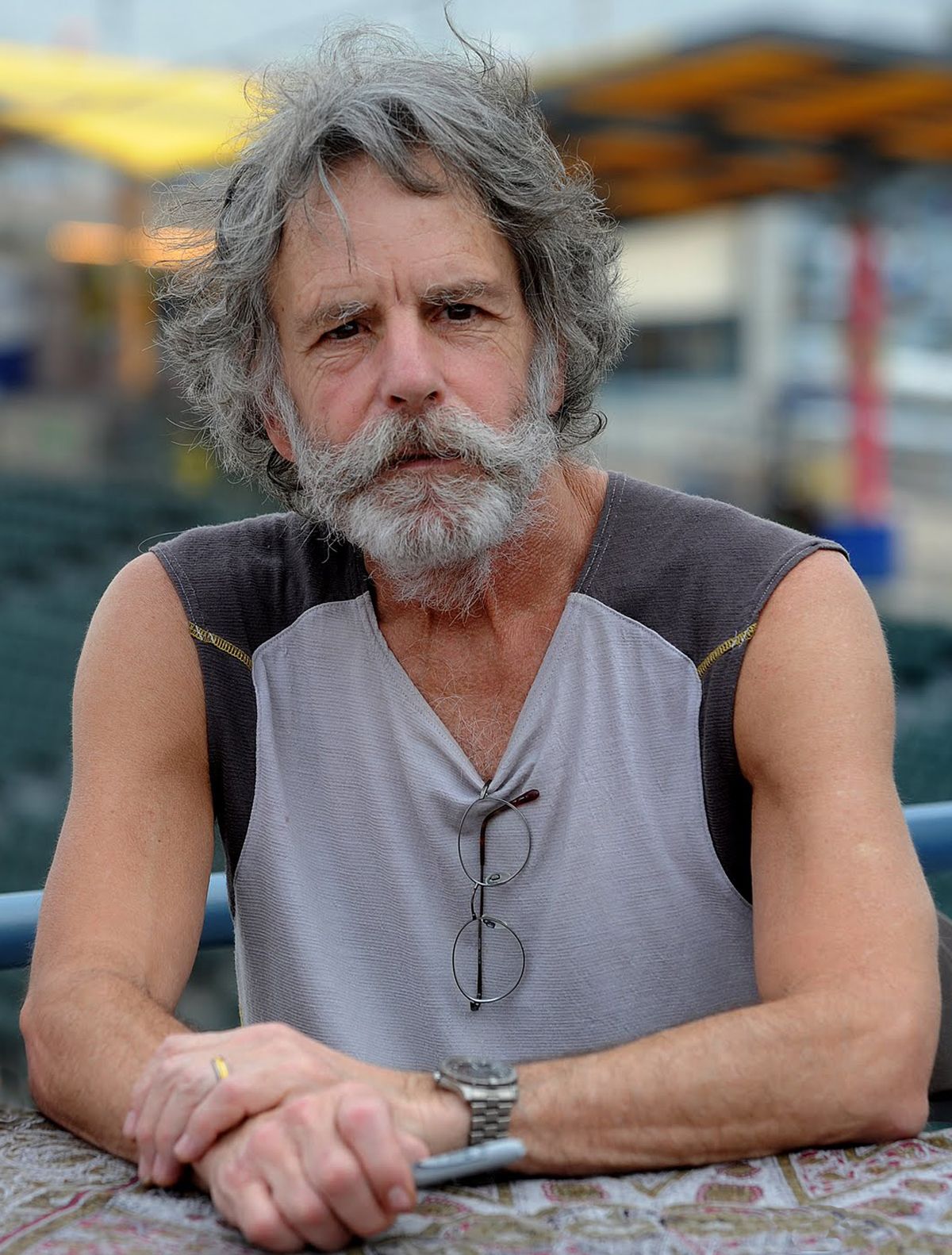
Bob Weir el 2010

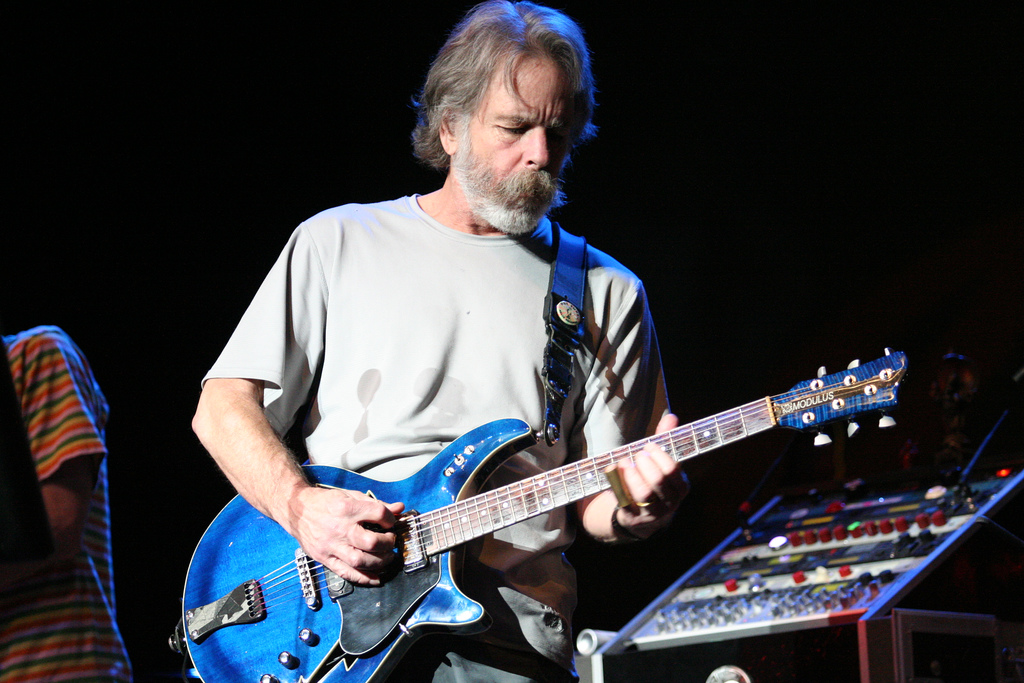
Bob Weir
16 d'Octubre 1947

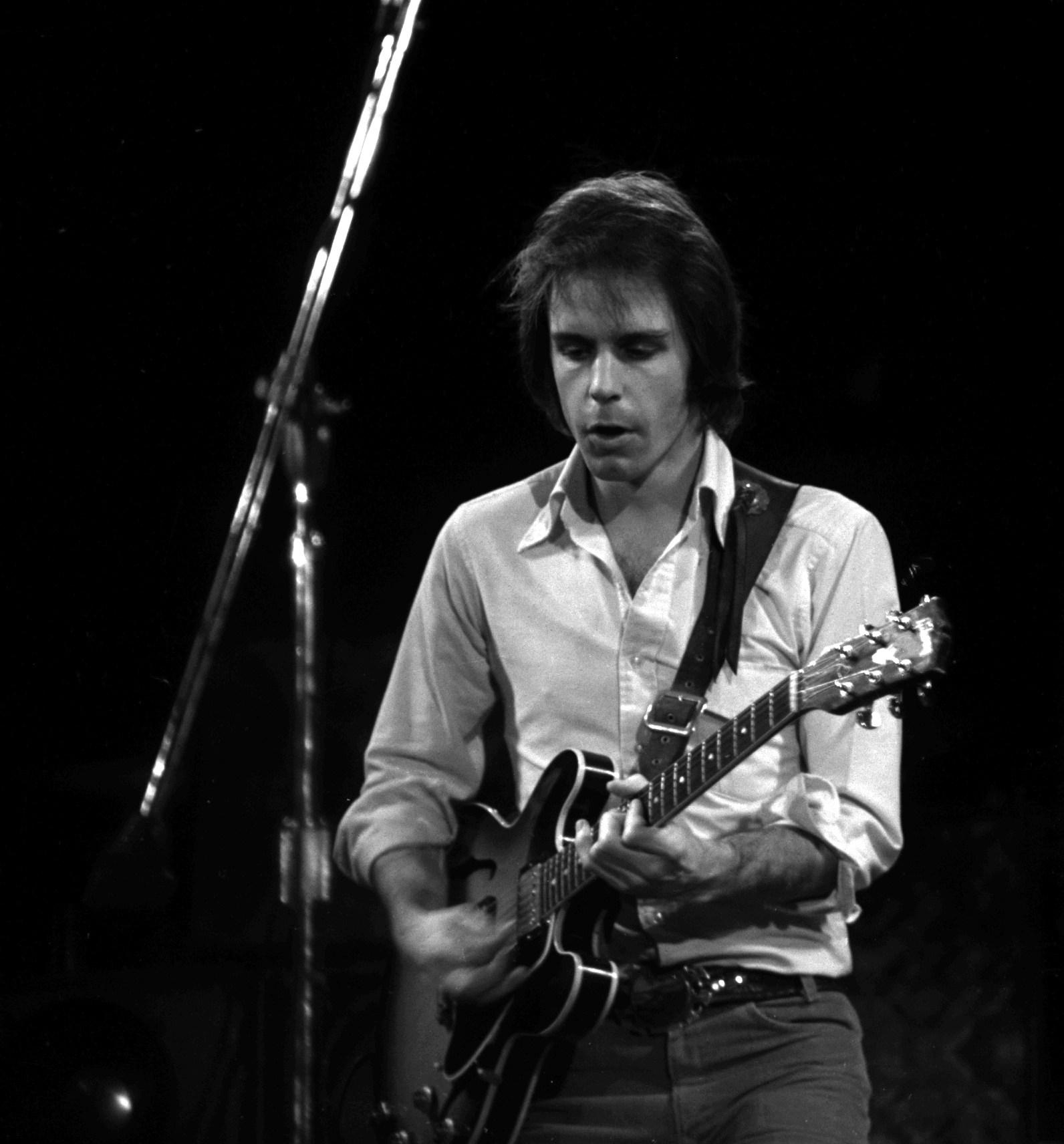
Bob Weir en un concert de 1975

Bob Weir és el guitarrista i vocalista de The Grateful Dead. Va ser el membre original més jove de la banda. Va formar part de la banda des del 1965 fins al 1995. Quan Bob Weir va entrar a formar part del grup, tan sols tenia 17 anys, era el més jove de la banda, i va rebre el sobrenom de “The Kid”, tot i que amb els anys, va acabar sent un dels millors guitarristes de Rock i imprescindible en la banda.

## Biografia
Va néixer el 16 d'octubre de 1947, al Sud de San Francisco, California; on va agafar la seva primera guitarra als 13 anys. És un vocalista, compositor, i guitarrista Americà. Abans i després de ser membre de The Grateful Dead, va formar part d'altres bandes poc conegudes. En la seva etapa d'adolescent, els seus pares el van enviar a un internat, degut al seu baix rendiment acadèmic i a la seva dislèxia no diagnosticada. Allí, a Fountain Valley High School, Weir va conèixer a John Perry Barlow, qui més tard va escriure les lletres de The Grateful Dead. Tots dos van ser expulsats de l'internat, i Weir va passar la major part del seu temps voltejant per diferents parts de California. Jerry Garcia, un altre membre del grup, va donar-li classes de guitarra mentre tots dos treballaven a una botiga de Discos. Per les nits, anaven a un club anomenat “La tangente”, on Weir va poder observar figures del Rock que més tard esdevindrien grans artistes i serien reconeguts com a llegendes del rock. El 1964, va començar una banda amb Jerry Garcia i Ron McKernan, Membres del que més tard esdevindrà The Grateful Dead. Al començament de la banda, el seu nom era “Mother mccree's uptown jug champion Mickey Hart” Però més tard van canviar el nom del grup per “theGrateful Dead” el qual va perdurar fins ara. Durant el primer canvi de nom, s'hi van afegir bateries com Bill Kreutzmann i el baixista Phil Lesh, junt amb diversos teclistes que van anar canviant al llarg de la vida de la banda. El 1972, Weir va treure el seu primer disc en solitari, també va ser el primer disc en solitari de la banda, el qual va ser anomenat Ace. Moltes de les cançons d'aquest disc, van ser reconegudes al llarg del temps i van ser representades en diversos concerts.
| Primer disc                                                      | duració |
| ---------------------------------------------------------------- | ------- |
| Greatest Story Ever Told (Mickey Hart, Robert Hunter i Bob Weir) | 3:43    |
| Black-Throated Wind (John Perry Barlow i Weir)                   | 5:42    |
| Walk in the Sunshine (Barlow i Weir)                             | 3:05    |
| Playing in the Band (Hart, Hunter, and Weir                      | 7:38    |

| Segon disc                        | duració |
| --------------------------------- | ------- |
| Looks Like Rain (Barlow and Weir) | 6:12    |
| Mexicali Blues (Barlow and Weir)  | 3:28    |
| One More Saturday Night (Weir)    | 4:31    |
| Cassidy (Barlow and Weir)         | 3:41    |

Weir va formar part d'altres grups mentre era un dels membres principals de The Dead. Va tocar amb Kingfish, durant la dècada dels 70, a principis dels 80 se’n va anar de gira i va contribuir en dos discs de la banda amb Bobby i Midnites. Durant aquest temps de gira, va conèixer al músic Brent Mydland, qui més tard va formar part de The Dead com a teclista, el 1979. El 1995 va morir Jerry Garcia, un dels membres molt representatius de The Dead, després de la seva mort, Weir i Ratdog van començar a viatjar, junt amb un nou baixista, Rob Wasserman. 3 anys més tard, el 1998, Weir va reunir-se amb els membres restants de la banda, amb els quals va fer una gira el 2009, nostàlgics per l'antiga relació de la banda, van combinar membres de la banda de The dead i Ratdog, per així formar una nova banda anomenada Furthur.